# Katrina and the Waves
Katrina and the Waves è stato un gruppo musicale rock inglese famoso soprattutto negli anni ottanta.
Fondata nel 1981 a Cambridge dalla statunitense Katrina Leskanich, la band ha all'attivo alcuni successi tra cui spicca Walking on Sunshine (1983).
Hanno partecipato all'Eurovision Song Contest 1997 con la canzone Love Shine a Light, vincendo la competizione.

## Formazione
- Katrina Leskanich - voce, chitarra (fino al 1999)
- Kimberley Rew - chitarra
- Alex Cooper - batteria
- Vince de la Cruz - basso

## Discografia

### Album
- Shock Horror (1983)
- Walking on Sunshine (1983)
- Katrina and the Waves 2 (1984)
- Katrina and the Waves (1985) numero 28 UK
- Waves (1986) numero 25 US
- Break of Hearts (1989) numero 122 US*
- Pet The Tiger (1991)
- Edge of the Land (1993)
- Turnaround (1994)
- Roses (1995)
- Katrina and the Waves / Waves (1996)
- Walk on Water (1997)
- Walking on Sunshine - Greatest Hits (1997)
- The Original Recordings - 1983-1984 (2003)

### Singoli
- Que Te Quiero (1984) numero 84 UK, numero 71 US
- Walking on Sunshine (1985) numero 8 UK, numero 9 US, numero 4 AUS
- Do You Want Crying (1985) numero 96 UK, numero 37 US
- Is That It (1986) numero 82 UK, numero 70 US
- Sun Street (1986) numero 22 UK
- That's The Way (1989) numero 84 UK, numero 16 US
- Rock 'N' Roll Girl (1989) numero 93 UK
- Walking on Sunshine (re-issue) (1996) numero 53 UK
- Love Shine a Light (1997) numero 3 UK